# Candiasee
Der Candiasee ist ein 1,5 km² großer See, gelegen bei der piemontesischen Gemeinde Candia Canavese in der Region Canavese der Metropolitanstadt Turin, Italien. Es ist der letzte weitgehend naturbelassene See vor der Po-Ebene beziehungsweise den Bergen der Westalpen.

## Naturpark von Provinzinteresse Lago di Candia
Seit 1995 sind der See und seine Umgebung als Naturpark geschützt. Die Jagd ist verboten. Angeln und Fischfang ist nur auf einige wenige Arten erlaubt und bedarf der Genehmigung. Der Parco naturale di interesse provinciale Lago di Candia war der erste solche Park in einer Provinz Italiens, der eingerichtet wurde; er bedeckt eine Oberfläche von 336,17 ha.

## Klima
In der Gegend von Candia beträgt die durchschnittliche Jahrestemperatur etwa 12 °C, wobei die Temperaturen im Januar am niedrigsten und im Juli am höchsten sind. Der durchschnittliche jährliche Niederschlag beträgt etwa 815 mm, mit dem Minimum im Januar und dem Maximum im Mai. Die durchschnittliche Anzahl der Frosttage im Laufe des Jahres ist 55 und die Gegend ist eher das ganze Jahr über feucht. Das Klima ist gemäßigt und ohne eine echte Trockenzeit. Im Winter gibt es wenig Schnee, niedrige Temperaturen und viele Nebeltage im Wechsel mit warmen, trockenen Sommern mit plötzlichen Schauern. Die Wetterlagen im Frühling sind dagegen sehr unterschiedlich, mit Wechseln von Regen und Sonnenschein, ähnlich wie im Herbst, mit mildem Klima und vielen sonnigen Tagen.

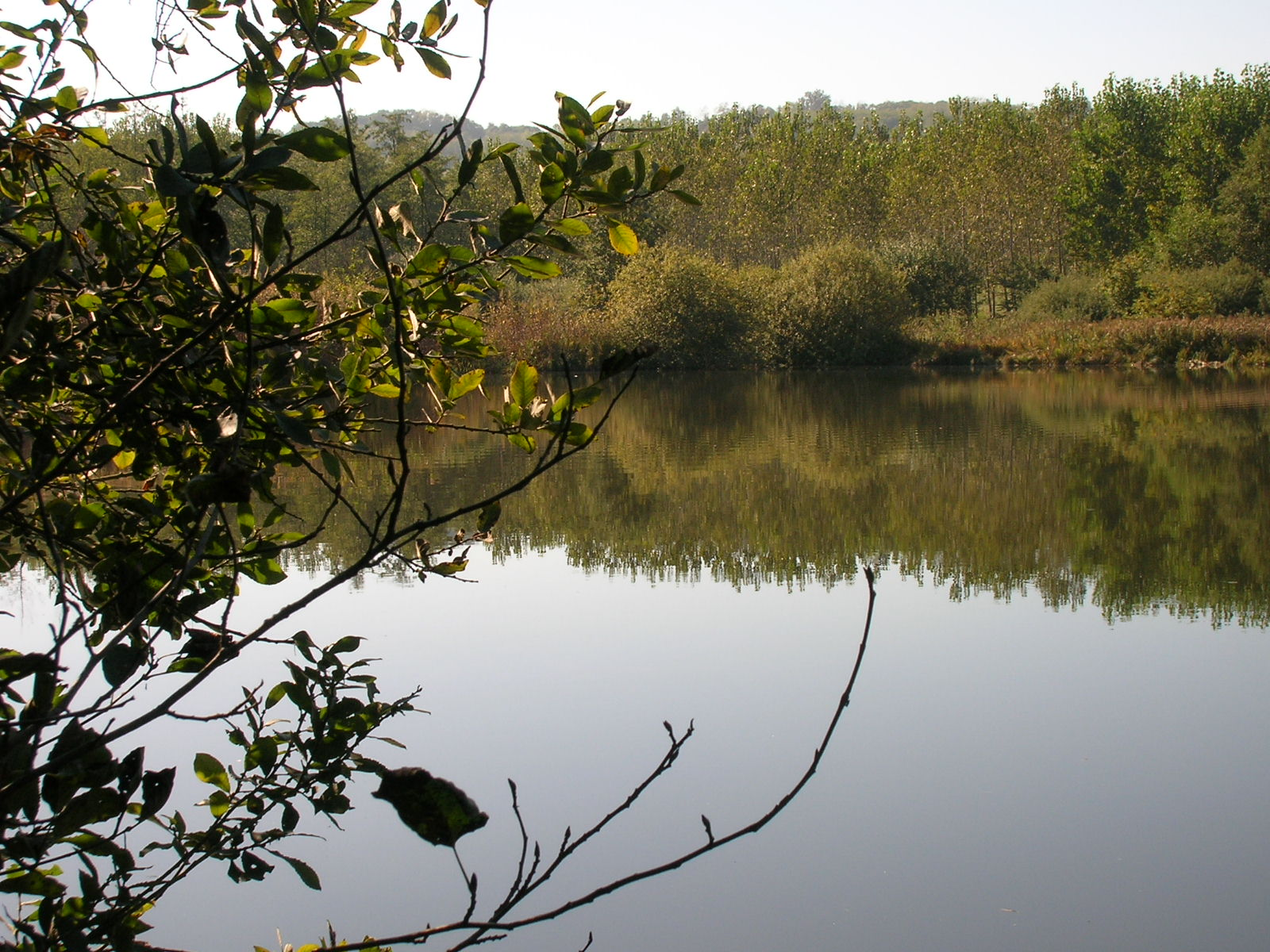
Uferblick
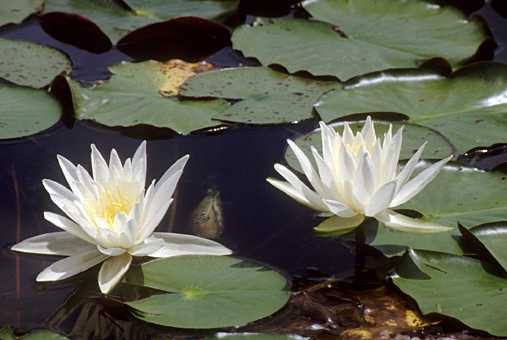
Seerosen
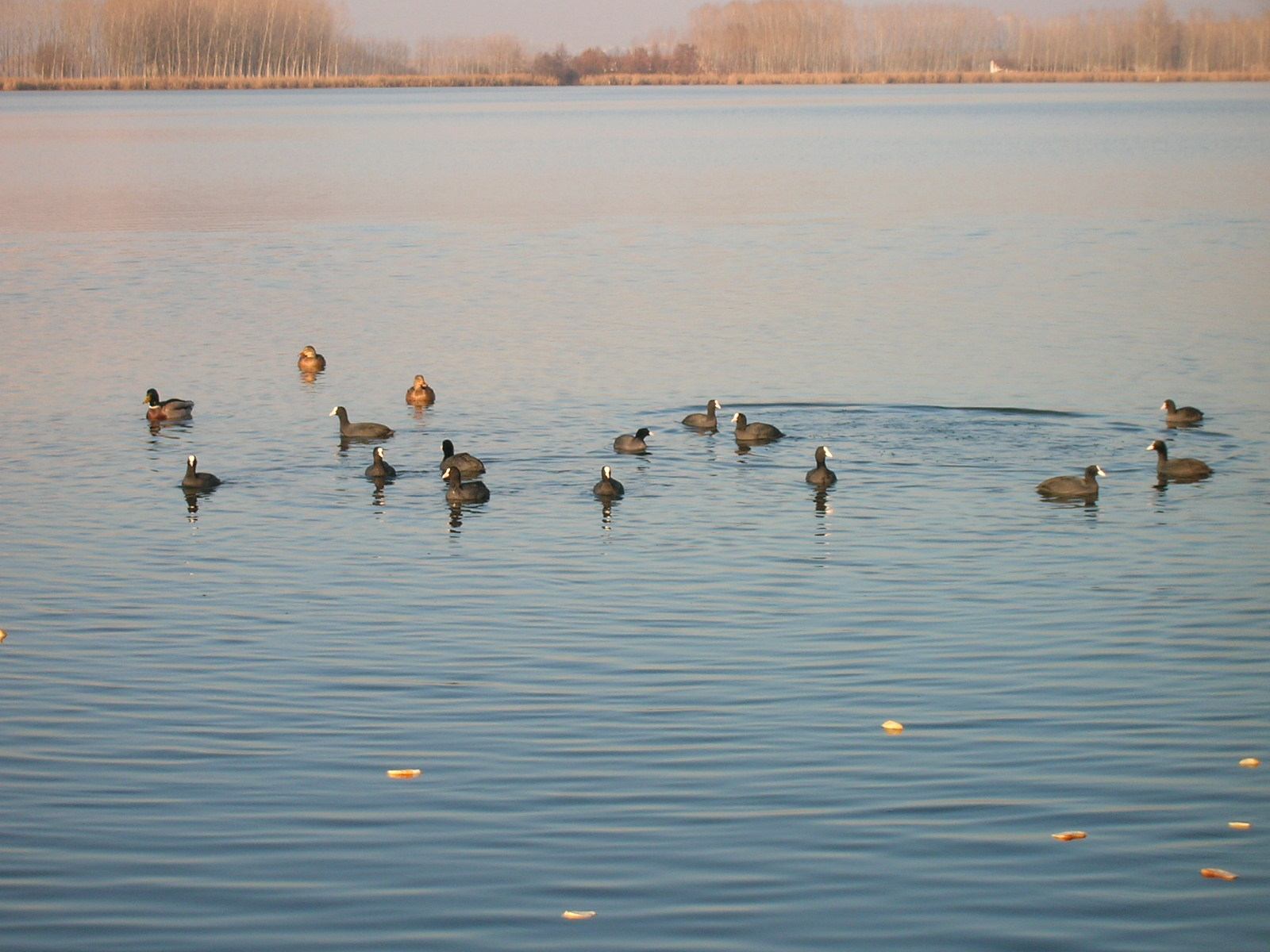
Blässhühner, Stockenten
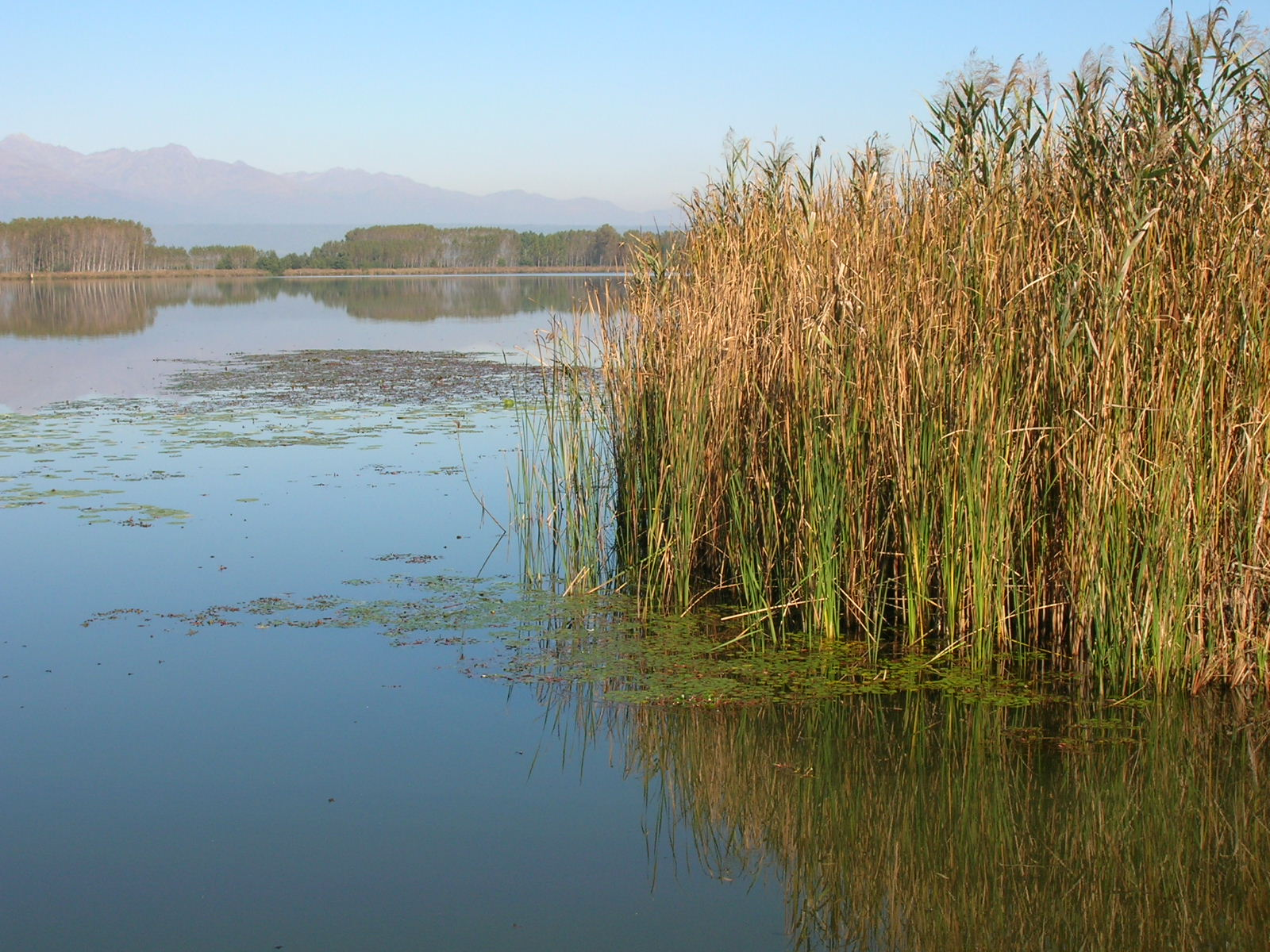
Röhricht am Ufer